# Kary H. Lasch

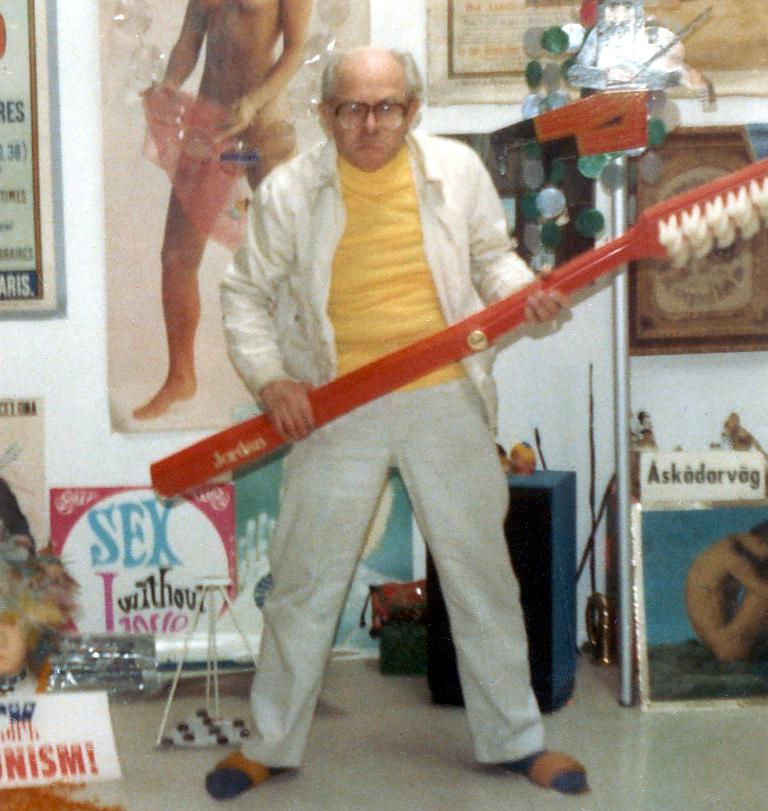
Lasch i sin ateljé i en vindsvåning på Skeppargatan 1978.

Kary H. Lasch, född Kary Hermann Arthur Wilhelm Lasch den 1 februari 1914 i Prag, död den 27 augusti 1993 i Danderyd, var en svensk modellfotograf, verksam från 1950-talet till 1980-talet. Han var av tjeckiskt ursprung men hade Stockholm som bas för sin internationella verksamhet. Lasch är begravd på Katolska kyrkogården i Stockholm.